# Житомирська міська школа хореографічного мистецтва «Сонечко»
Житомирська міська школа хореографічного мистецтва «Сонечко» — комунальний профільний позашкільний навчальний заклад з основним художньо-естетичним напрямком діяльності.

## Загальна інформація
Один з перших спеціальних хореографічних закладів в Україні у системі позашкільної освіти. Діяльність спрямована на вивчення вітчизняної і світової культури, оволодіння практичними уміннями та навичками у мистецтві хореографії, організації змістовного дозвілля дітей та молоді. 
Директор школи - Гузун Михайло Семенович, народний артист України, почесний громадянин міста Житомира.
Художній керівник народного хореографічного ансамблю «Сонечко» - Гузун Тетяна Іванівна, народна артистка України, почесний громадянин міста Житомира.

## Історія
Школа заснована в 1993 р. як логічне продовження розвитку форми дитячого хореографічного ансамблю «Сонечко», який був створений у 1973 р. випускниками Краснодарського інституту культури Тетяною та Михайлом Гузун. 
Педагоги школи працюють за принципом вільного вибору форм, методів і способів навчання. Учні вивчають спеціальні хореографічні дисципліни: класичний, народно-сценічний, історико-побутовий, сучасний танець, особлива увага приділяється класу професійної майстерності, акробатики, викладаються основи музичної грамоти.
У школі діють різноманітні гуртки: народної пісні, українського народного костюму, вишивки, східних єдиноборств (як однієї з форм вдосконалення мистецтва володіння тілом), функціонує секція верхової їзди.
Стратегія Житомирської міської школи хореографічного мистецтва «Сонечко» полягає у вдосконаленні дитячої хореографічної творчості.

## Хореографічний ансамбль «Сонечко»
Основним структурним підрозділом школи є народний хореографічний ансамбль «Сонечко».
Творча діяльність ансамблю сприяє створенню нових танцювальних форм, відродженню, розвитку та збереженню народної хореографії в нашій державі та популяризації українського танцювального мистецтва за межами України.
Концертна програма колективу налічує більш 50 танцювальних номерів. Це хореографічні сюїти, композиції, танцювальні мініатюри, танці народів світу, але вагому частину репертуару складають танці Поліського краю.
Благодійна діяльність хореографічного ансамблю «Сонечко:
2010 – благодійний концерт, кошти від якого передано на допомогу дітям, хворим на онкогематологічні захворювання;
2014 – благодійний концерт на підтримку Української Армії;
2015 – благодійний концерт, кошти від якого спрямовані на відкриття пам’ятного знаку Івану Сльоті, народному артисту України, художньому керівнику і головному диригенту Поліського державного ансамблю пісні і танцю «Льонок»;
2016 - благодійний концерт «На Покрову» на підтримку поранених учасників АТО; благодійний концерт на підтримку сімей бійців 95-ї окремої житомирської десантно-штурмової бригади;
2017 - благодійний концерт «Різдвяне диво» з нагоди 20-річчя відновлення служіння Парафії Святого Василія Великого Української Греко-Католицької Церкви у м. Житомирі; участь у благодійному концерті для дітей з інвалідністю; організація благодійного концерту для допомоги онкохворому житомирянину тощо.

## Нагороди
Показником високого рівня професіоналізму та виконавської майстерності хореографічного ансамблю «Сонечко» є перемоги на Всеукраїнських та Міжнародних мистецьких форумах:
- 1977 - лауреат 1 Всесоюзного фестивалю самодіяльної художньої творчості трудящих в Українській РСР;
- 1981 - лауреат обласної комсомольської премії імені Миколи Шпака;
- 1983 - лауреат фестивалю Дружби молоді СРСР і НДР;
- 1984 - лауреат республіканської комсомольської премії імені Миколи Островського;
- 1985 - дипломант культурної програми  ХІІ Всесвітнього фестивалю молоді і студентів, м. Москва, Росія;
- 1985 - дипломант міжнародного музичного фестивалю в м. Тарнів, Польща;
- 1986 - дипломант Всесвітнього дитячого форуму, Угорщина;
- 1987 - дипломант Міжнародного фольклорного фестивалю, м. Балчик, Болгарія;
- 1987 - дипломант Міжнародного музичного фестивалю, Чехословаччина;
- 1988 - дипломант Міжнародного фольклорного фестивалю, м. Монтана, Болгарія;
- 1988 - дипломант Міжнародного дитячого фестивалю «Радість Європи», Югославія;
- 1988 - дипломант Міжнародного фестивалю дитячої народної творчості, м. Свердловськ, РСФСР, СРСР;
- 1989 - дипломант Міжнародного фольклорного фестивалю, Болгарія;
- 1990 - дипломант Міжнародних музичних фестивалів, Іспанія, Португалія;
- 1993 - дипломант Міжнародного фольклорного фестивалю м. Монтана, Болгарія;
- 1996 - дипломант Міжнародного музичного фестивалю на честь 1000 років Австрії, м. Відень, Австрія;
- 1996 - дипломант Міжнародного музичного фестивалю «Слов'янський базар-96», м. Вітебськ, Білорусь;
- 1997 - дипломант Міжнародного фольклорного фестивалю, м. Граць, Австрія;
- 1997 - учасник Днів культури України в Російській федерації, м. Москва, Росія;
- 1998 - дипломант Міжнародного музичного фестивалю «Слов’янський базар –98», м. Вітебськ, Білорусь;
- 1998 - дипломант Міжнародного фольклорного фестивалю, м. Відень, Австрія (концерт в штаб-квартирі ООН);
- 1999 - переможець Міжнародного конкурсу-фестивалю дитячої та юнацької творчості «Наша земля – Україна», МДЦ «Артек», АР Крим;
- 2000 - дипломант Міжнародного фестивалю дитячих українських ансамблів «Кошалін-2000», Польща;
- 2000 - дипломант музичного фестивалю «Музичне літо – 2000», м. Бержерак, Франція;
- 2001 - дипломант Міжнародних фестивалів, Польща, Німеччина;
- 2002 - дипломант Міжнародного хореографічного фестивалю, м. Мартиг, Франція;
- 2002 - переможець Всеукраїнського конкурсу-фестивалю дитячої та юнацької творчості «Наша земля – Україна», МДЦ «Артек», АР Крим;
- 2002 - володар Золотих медалей «Дельфійських ігор», м. Брянськ, Росія;
- 2003 - переможець Міжнародного фестивалю-конкурсу танців народів світу «Веселкова Терпсихора», м. Київ;
- 2003 - володар Гран-прі І Всеукраїнського фестивалю-конкурсу народної хореографії імені Павла Вірського;
- 2004 - дипломант Міжнародного музичного фестивалю, м. Люблін, Польща;
- 2004 - дипломант 42-го Міжнародного фольклорного фестивалю, м. Лефкада, Греція;
- 2005 - дипломант Міжнародного фестивалю «Мерцішор – 2005», Молдова;
- 2005 - дипломант Міжнародного фестивалю пісні і танцю «Слов’янський вінок–2005», м. Таллінн, Естонія;
- 2005 - дипломант Міжнародного фестивалю української культури в Польщі, м. Люблін, м. Вигоржево, Польща;
- 2005 - дипломант Міжнародного фестивалю, м. Парма, Італія;
- 2005 - дипломант дитячого «Осіннього фестивалю», м. Краснодар, Росія;
- 2006 - дипломант Міжнародного музичного фестивалю, м. Монтана, Болгарія;
- 2006 - дипломант Міжнародного музичного фестивалю, м. Бобруйськ, Білорусь;
- 2006 - дипломант фольклорного фестивалю, м. Вільнюс, Литва;
- 2007 - дипломант Міжнародного проекту французької асоціації «Діти Чорнобиля», м. Соусейм, Франція;
- 2007 - дипломант Міжнародного музичного фестивалю, м. Алитус, Литва;
- 2007 - дипломант Міжнародного фольклорного фестивалю, м. Вигоржево, Польща;
- 2007 - дипломант Міжнародного фольклорного фестивалю до Дня незалежності України, м. Валч, Польща;
- 2007 - переможець Міжнародного фестивалю «Лесині джерела», м. Новоград-Волинський ;
- 2007 - дипломант Міжнародного фестивалю, на запрошення української діаспори, м. Орадеа, Румунія;
- 2007 – володар І місця ІІ Всеукраїнського фестивалю-конкурсу народної хореографії імені Павла Вірського, м. Київ;
- 2008 - дипломант Міжнародного фольклорного фестивалю, на запрошення української діаспори, м. Соусейм , Франція;
- 2008 - учасник Міжнародного фольклорного фестивалю, м. Парма, Італія;
- 2008 - учасник Всеукраїнського фестивалю-конкурсу народного хореографічного мистецтва імені Героя України Мирослава Вантуха, м. Львів;
- 2009  – учасник Міжнародного музичного фестивалю «Мерцишор-2009», м. Кишинів, Молдова;
- 2009 - дипломант Міжнародного фольклорного фестивалю, м. Соусейм, Франція;
- 2009 - лауреат XI Всеукраїнського конкурсу-фестивалю дитячої та юнацької творчості «Наша земля – Україна», МДЦ «Артек», АР Крим;
- 2010 - учасник Міжнародного фольклорного фестивалю «Монтана-2010», м. Монтана, Болгарія;
- 2010 - учасник XXV Міжнародного фольклорного фестивалю «Люблін-2010», м. Люблін, Польща;
- 2010 - учасник Міжнародного молодіжного фестивалю «Vivas 2010», м. Ферріера, Італія;
- 2010 – володар Гран – Прі V Міжнародного Фольклорного фестивалю «Doina Covurluiului», м. Галац, Румунія;
- 2010 – учасник концерту на честь відкриття національних молодіжних  «Дельфійських ігор», м. Київ;
- 2011 – учасник культурно-мистецьких заходів в рамках культурного обміну на особисте запрошення мера міста Соусейм та асоціації «Допомоги дітям Чорнобиля», Франція;
- 2011 – почесний гість Гала концерту ІІІ Всеукраїнського фестивалю-конкурсу народної хореографії імені Павла Вірського, м. Київ;
- 2011 – почесний гість Міжнародного фольклорного фестивалю «Doina Covurluiului», м. Галаць, Румунія;
- 2011 – почесний гість XXVI Міжнародного фольклорного фестивалю «Люблін-2011», м. Люблін, м. Щецин, Польща;
- 2011 – почесний гість Другого Всеукраїнського фестивалю-конкурсу народного хореографічного мистецтва імені Героя України Мирослава Вантуха, м. Львів;
- 2012 – учасник VII Міжнародного фольклорного фестивалю «Монтана-2012», м. Монтана, Болгарія;
- 2012 – учасник Міжнародного культурного заходу «Зустрічі з українською культурою», м. Олецко, Польща;
- 2012 – учасник Міжнародного молодіжного фестивалю «Vivas World 2012», м. Ферріера, Італія;
- 2012 – учасник культурно-мистецьких урочистих заходів з нагоди святкування Дня Незалежності України, м. Відень, Австрія;
- 2013 - присвоєно статус академічного[3] ансамблю;
- 2013 – учасник Міжнародного фестивалю-конкурсу танців народів світу «Веселкова Терпсихора», м. Київ;
- 2013 – учасник Міжнародного культурно-мистецького заходу «Зустрічі з українською культурою, 2013», м. Валч, Польща;
- 2013 – учасник Міжнародного молодіжного фестивалю «Vivas World 2013», м. Ферріера, Італія;
- 2013 – учасник культурної програми урочистого відкриття Міжнародного баскетбольного турніру, м. Парма, Італія;
- 2013 - учасник ІІІ Фольклорного Міжнародного фестивалю, м. Айуд, Румунія;
- 2013 – почесний гість ІІІ Всеукраїнського фестивалю-конкурсу народної хореографії імені Героя України Мирослава Вантуха, м. Львів;
- 2013 – учасник культурної програми Міжнародного конкурсу знавців української мови імені Петра Яцика, м. Житомир;
- 07.04.2014 – організатор авторського благодійного концерту на підтримку Української Армії;
- 27.04.2014 - учасник Міжнародного фестивалю-конкурсу танців народів світу «Веселкова Терпсихора», м. Київ;
- 04.05.2014 – учасник ІІ відбіркового туру IV Всеукраїнського фестивалю-конкурсу народної хореографії імені Павла Вірського, м. Київ;
- 15.05.2014 – учасник концерту урочистого нагородження переможців і закриття Міжнародного конкурсу знавців української мови імені Петра Яцика, м. Київ;
- 26.05.2014 – концерт ансамблю присвячений випускникам школи;
- Липень 2014 – участь в Міжнародному танцювальному фестивалі в Кармієлі, Ізраїль;
- Серпень 2014 – учасник Міжнародного культурно-мистецького заходу «Зустрічі з українською культурою, 2014», м. Валч, Польща;
- Серпень 2014 – участь в Міжнародному молодіжному фестивалі «Vivas World 2014», м. Ферріера, Італія;
- 19.09.2014 – учасник концертної програмі «Заради майбутнього» до Дня миру в Конгрес-Холі, м. Київ;
- 09.11.2014 – участь в Гала-концерті IV Всеукраїнського фестивалю-конкурсу народної хореографії імені Павла Вірського, м. Київ;
- 2015 - Дипломант Міжнародного фольклорного фестивалю м. Алітус, Литва;
- 2015 - Дипломант Міжнародного проекту французької асоціації «Діти Чорнобиля»;
- 2016 - Дипломант Міжнародного фольклорного фестивалю м. Берчетто, Італія;
- 2016 - учасник Міжнародного молодіжного фестивалю, м. Плоцьк, Польща;
- 2016 - дипломант Міжнародного фестивалю-реквієму «Майдан Fest» м. Київ;
- 2018 - Дипломант І ступеню Всеукраїнського відкритого літературно-музичного фестивалю вшанування воїнів «Розстріляна молодість»[4]; м. Житомир.